# Рудницкий, Иосиф Леонтьевич
Ио́сиф Лео́нтьевич Рудни́цкий (1888 — 1975) — советский геолог, первооткрыватель рудных месторождений.

## Биография
Родился 25 марта (7) апреля 1888 года в селе Баглаи (ныне — в Волочисском районе, Хмельницкая область, Украина).

### Детские годы
Отец — из сословия мещан, поляк по национальности, работал у помещика управляющим. Мать — Софья Михайловна Коропотницкая, по национальности украинка, домохозяйка. Детские и юношеские годы И. Л. Рудницкого связаны с Одессой, где он воспитывался у дедушки. Там он окончил народную школу, поступил в ремесленное училище на слесарно-механическое отделение. После окончания училища работал слесарем в «Русском обществе пароходства и торговли».

### Революционная деятельность и ссылка
В начале XX века участвовал в деятельности одесского революционного подполья вместе с Г. И. Котовским и В. В. Воровским. В 1909 году по доносу провокатора был арестован. Проходил по «Делу 22-х» о печати и распространении листовок, был сослан в Енисейскую губернию, где начал заниматься геологией. Работал сначала землекопом, потом слесарем на золотом прииске, затем стал буровым мастером, а в 1913 году был назначен заведующим всеми разведочными работами по золоту. Кроме русского и украинского языков он владел немецким и польским, что пригодилось в ссылке во время работы на руднике с военнопленными немцами в годы Первой мировой войны. После Октябрьской революции 1917 года стал первым «красным» директором прииска.

### Учёба в институте
В 1923 году в возрасте 35 лет, когда у него было уже четверо детей, поступил в Институт имениАртёма в Днепропетровске на геологоразведочный факультет. За связь с «врагом народа» Рудницкий был исключен из партии и отчислен из института, но по рекомендации преподавателя института был командирован в 1928 году на три месяца в Халиловский геолого-разведочный трест (Оренбургская область), однако получилось так, что он больше уже не покидал этих мест.

## Работа геологом в Оренбуржье

### Довоенный период

Памятник И. Л. Рудницкому в Новотроицке. Автор памятника — член Союза художников России, скульптор Анатолий Сергеевич Ронин.

29 августа 1929 года И. Л. Рудницкий обнаружил рудную залежь бурых железняков в 3 км от деревни Малохалилово, на левом берегу р. Губерли в Оренбургском округе Средне-Волжской области (ныне Гайский район Оренбургской области). Так было открыто Халиловское месторождение железной руды. Эта руда оказалась уникальной по своему составу: помимо железа в ней содержались хром, никель, титан, марганец.
Вслед за этим в период 1929—1931 годов Рудницким была открыта целая серия хромоникелевых месторождений с общим запасом 300 млн. тонн руды, с чего началась разработка недр Восточного Оренбуржья. За открытие Рудницкий был занесен на Всесоюзную Доску Почёта.
В 1931 году было принято правительственное решение о строительстве на базе халиловских руд крупного ОХМК, пуск которого намечался на 1936 год. В 1935 году строительство было приостановлено, и только в 1939 году принимается постановление коллегии наркомата чёрной металлургии о выборе для строительства комбината Новотроицкой площадки, предложенной Рудницким.
За открытие в 1935 году крупного никелевого месторождения нарком тяжёлой промышленности Г. К. Орджоникидзе наградил Рудницкого легковым автомобилем «Форд», который стал в то время единственным на весь город Орск, где жил Рудницкий.
23 октября 1935 года И. Л. Рудницкий участвовал в закладке плавильного цеха ЮУНК в Орске. Под бурные аплодисменты строителей он вместе с бригадиром А. П. Козловым уложил первый кирпич в фундамент будущего цеха.
В 1937 году Рудницкий, работавший в то время в геологическом отделе при Управлении уполномоченного НКТМ СССР, выступил инициатором создания в Орске геологического музея. Поводом для этого было предстоящее проведение в Москве летом 1937 года XVII Международного геологического конгресса, после которого, в августе, должна была состояться экскурсия на Урал, включавшая осмотр геологических объектов в окрестностях Орска. Создание музея столкнулось с рядом организационных трудностей, поэтому была организована временная выставка коллекции минералов, а Рудницкий провёл для участников конгресса экскурсии на открытых им месторождениях.

### Послевоенный период
Работая главным геологом горного управления Орско-Халиловского металлургического комбината (в настоящее время — ОАО «Уральская Сталь») в Новотроицке, имел звание «Горный директор административной службы первого ранга».
По мере открытия И. Л. Рудницким рудных месторождений на Южном Урале (Оренбургская область) возле них появлялись заводы и зарождались города Новотроицк (1931), Медногорск (1933), Гай (1959). Поэтому Рудницкого называют «отцом трёх городов».
Месторождения, открытые И. Л. Рудницким послужили сырьевой базой для создания крупных промышленных предприятий на востоке Оренбургской области: Южно-Уральского никелевого комбината (г. Орск), Медногорского медно-серного комбината, Орско-Халиловского металлургического комбината (Новотроицк), Гайского горно-обогатительного комбината.
Умер 3 декабря 1975 года. Похоронен в Новотроицке на старом кладбище.

## Семья
Супруга Любовь Тимофеевна Рудницкая (1890—1983), четверо детей.

## Награды и премии
- орден Трудового Красного Знамени (1929) — за открытие месторождения железной руды в районе железнодорожной станции Халилово[18].
- медали
- Сталинская премия третьей степени (1946) — за открытие месторождений никелевых руд и геологические работы, обеспечивающие создание сырьевой базы для Южно-Уральского никелевого завода—
- Ленинская премия (1961) — за открытие Гайского месторождения меди.
- знак «Первооткрыватель месторождения».
- Занесён на Всесоюзную Доску Почёта.
- Почётный гражданин Новотроицка (1967).

## Память
- В 1995 году имя Рудницкого присвоено Новотроицкому политехническому колледжу[19].
- Музей имени Рудницкого открыт 7 апреля 1998 года (в 110-ю годовщину со дня рождения геолога) в Новотроицком политехническом колледже имени И. Л. Рудницкого[20][21][22]. В музее представлена экспозиция уральских минералов, основу которой составляет коллекция, подаренная И. Л. Рудницким. В 2007 году в музее открыта картинная галерея члена Союза художников России Анатолия Петровича Кашигина, где целый цикл картин посвящён знаменитому геологу.
- Стипендия имени И. Л. Рудницкого учреждена для студентов Новотроицкого политехнического колледжа[23].
- Памятник геологу И. Л. Рудницкому с надписью на пьедестале «Человек — легенда» открыт 22 июня 2007 г. в центре Новотроицка (ул. Советская, 73)[24] на площади (её называют также сквером Рудницкого[25]) перед зданием Новотроицкого политехнического колледжа им. И. Л. Рудницкого. Монумент высотой 3 метра создал скульптор из Орска, член Союза художников России Анатолий Сергеевич Ронин. Скульптура была отлита на ОАО «Уральская сталь» (бывший Орско-Халиловский металлургический комбинат) в Новотроицке[14][26].
- Памятная доска установлена на доме в г. Новотроицке, где жил И. Л. Рудницкий[27].
- Именем Рудницкого названы улицы в Новотроицке[28] и Гае[29].
- Памятная доска с портретом И. Л. Рудницкого установлена на улице, носящей его имя, в г. Гай Оренбургской области[30].

В 2013 году вышло второе, дополненное издание книги о И. Л. Рудницком «Хозяин Земли» (автор Н. А. Иванова, сост. А. М. Цирлинсон, Новотроицк).